# Ernst Thoms

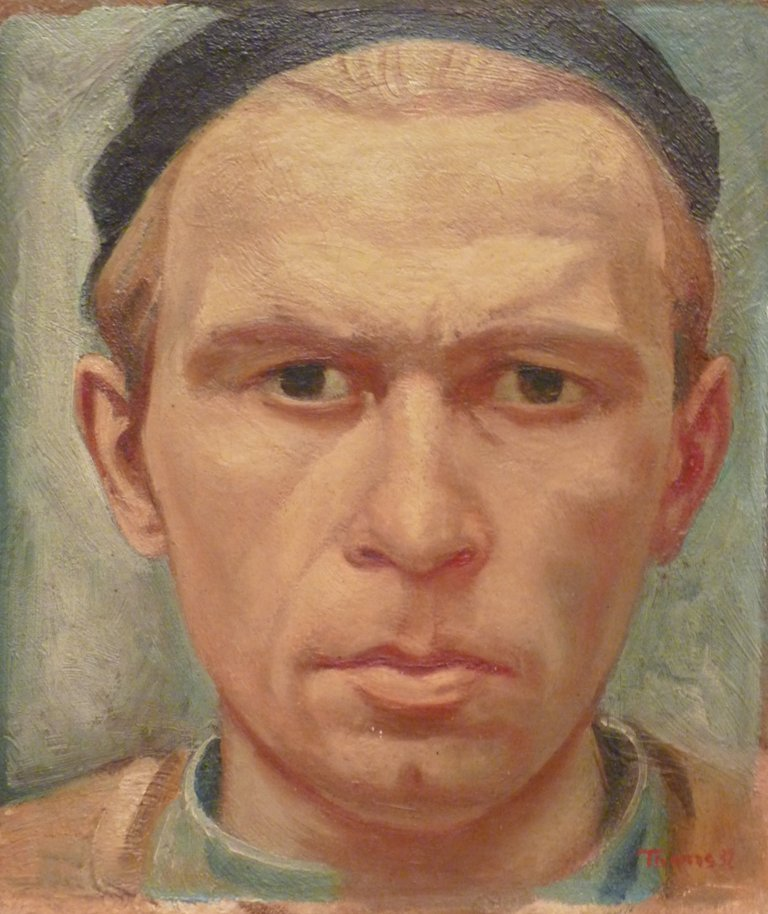
Selbstbildnis (1932)

Ernst August Heinrich Thoms (* 13. November 1896 in Nienburg/Weser; † 11. Mai 1983 in Wietzen) war ein deutscher Maler der Neuen Sachlichkeit.

## Biografie
Thoms war der Sohn von Christiane Schultze und Peter von Jetschewski. Nach der Geburt ihres Sohnes heiratete Christiane Schultze den Heinrich Thoms, der den Jungen adoptierte. In der Folge bekam Thoms noch vier weitere Geschwister.
Thoms hatte schon als Kind den Wunsch, Kunstmaler zu werden. Seine Großmutter erkannte und förderte dieses Interesse. 1911 begann er eine Lehre als Anstreicher bei dem Malermeister Ernst Rahlf in Nienburg/Weser. Neben seiner Ausbildung übte er sich weiterhin im bildnerischen Gestalten, unter anderem, indem er Postkarten, Sammelbildchen und Reklameschilder kopierte.
Die Kargheit des Elternhauses, das soziale Umfeld in seiner Heimatstadt und die ländliche Umgebung, die Thoms in seiner Kindheit und Jugend oft durchstreifte, prägten seine charakterliche und künstlerische Entwicklung und inspirierten ihn später häufig bei der Motivauswahl seiner Bilder.

### Erster Weltkrieg und Kriegsgefangenschaft

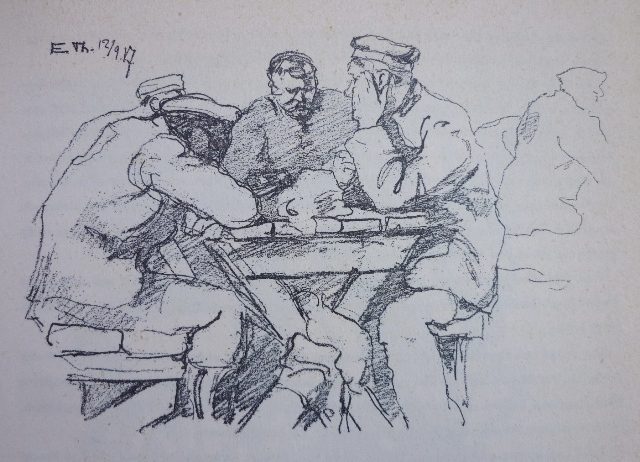
Kriegsgefangene (1917)

Zu Beginn des Ersten Weltkriegs brach Thoms seine Ausbildung kurz vor der Abschlussprüfung ab und meldete sich mit 17 Jahren freiwillig als Soldat. Er diente als Infanterist. Am 23. Oktober 1914 geriet er während der Ersten Flandernschlacht bei Langemarck in englische Kriegsgefangenschaft, aus der er erst Ende 1919 zurückkehrte. Thoms wurde ein Jahr in einem Kriegsgefangenenlager bei Templemore in der Grafschaft Tipperary in Irland interniert, danach für vier weitere Jahre in ein Lager in Leigh bei Manchester in England verlegt.
Den Schock der Kriegserlebnisse und der Kriegsgefangenschaft kompensierte er im Lager mit seinem Drang, sich künstlerisch auszudrücken.
Diese Tätigkeit gab ihm nicht nur inneren Halt, er fand im Lager auch Anerkennung mit realitätsnahen Skizzen seiner Kameraden und der englischen Wachsoldaten. Bei einem Malwettbewerb der Royal Academy im Kriegsgefangenenlager errang Thoms mit der Zeichnung eines strickenden Soldaten den 2. Preis. Der englische Lageroffizier Colonel Hartley freundete sich mit Ernst Thoms an. Er versorgte ihn mit guten Farben und Stiften, ließ sich mehrfach von ihm porträtieren und kaufte ihm diese Blätter zum symbolischen Festpreis ab.

### Nachkriegszeit und frühes Schaffen
Nach seiner Entlassung aus der Kriegsgefangenschaft und seiner Rückkehr nach Deutschland an seinem 23. Geburtstag im November 1919 legte Thoms die Prüfung zum Malergesellen ab. In dieser Zeit skizzierte er häufig die Schrecken seiner Kriegserinnerungen. 1920 besuchte er die Kunstgewerbeschule Hannover in der Klasse von Fritz Burger-Mühlfeld. Hier lernten sich Friedrich Busack, Grethe Jürgens, Hans Mertens, Gerta Overbeck, Karl Rüter, Erich Wegner und Ernst Thoms kennen. Aus diesen Schülern bildete sich ein Kreis, der als „Hannoversche Gruppe der Neuen Sachlichkeit“ bekannt wurde.

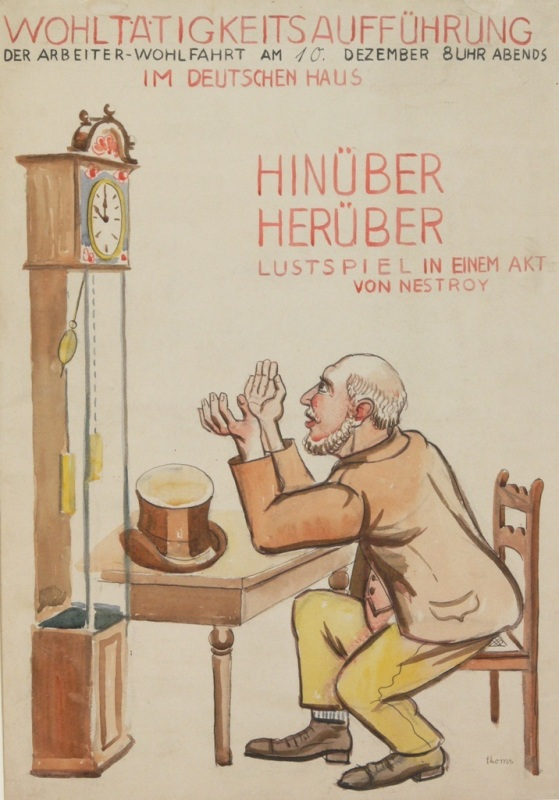
Plakatentwurf (1928)

Thoms verließ die Kunstgewerbeschule nach sechs Monaten, um sich autodidaktisch weiterzubilden. Als Individualist strebte er danach, unabhängig seinen eigenen künstlerischen Weg zu gehen. Er wollte den Ausdruck, die Kraft und die Einfachheit seines malerischen Vortrages fern vom Einfluss der akademischen Zwänge entwickeln und vertiefen.

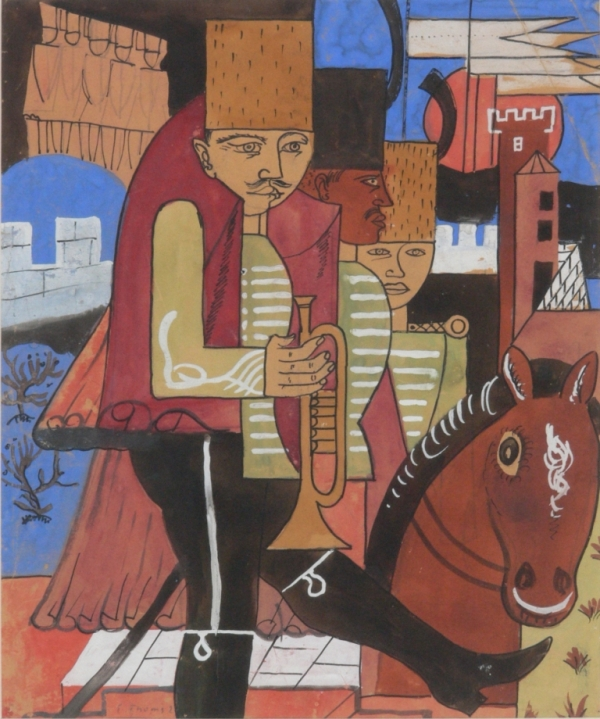
Husaren (1924)

Er zog sich zum Arbeiten in sein Dachbodenatelier in der Calenberger Straße in Hannover zurück.
Die künstlerische Bindung zu seinen Mitschülern der Kunstgewerbeschule lockerte sich, er blieb ihnen aber freundschaftlich verbunden. Seine Kommilitonin Gerta Overbeck war in den zwanziger Jahren seine Lebensgefährtin. Sie porträtierte ihn 1926.
Trotz der Freundschaften innerhalb der Gruppe seiner Mitschüler war er künstlerisch auf Abstand bedacht, ein Eigenbrötler, „unbeugsam unangepaßt“, ein „großartig Widerborstiger“.

„Ich bin kein Produkt des kaiserlichen Gymnasiums, sondern ein freier Wildling.“

Thoms widmete sich im Selbststudium den Themen Landschaften, Stillleben und Bildnissen. Zusätzlich arbeitete er als Anstreicher, als Plakatemaler und als Bühnenmaler an den Städtischen Bühnen Hannover, da er bis in die späten Zwanziger Jahre nur von der Kunst allein nicht leben konnte.

„Gerade die Künstler haben die Schwere der goldenen Zwanziger zu spüren bekommen.“

### Neue Sachlichkeit in Hannover

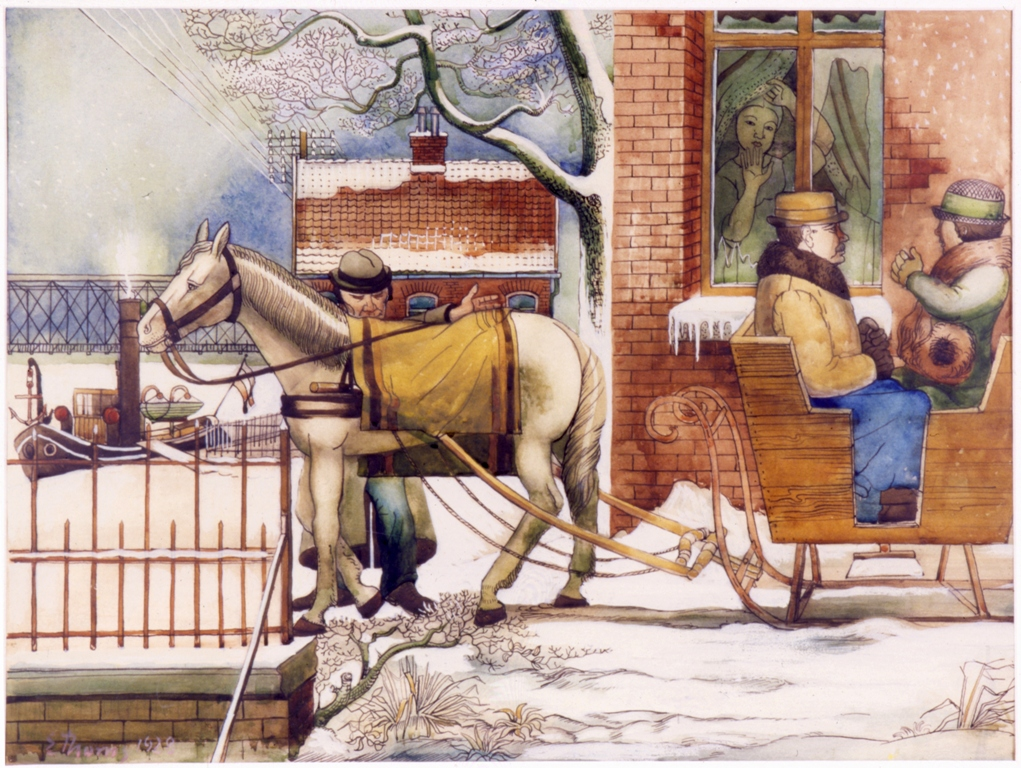
Es ist Winter (um 1928)

Thoms kennzeichnete seinen künstlerischen Ausdruck und den der hannoverschen Gruppe der Neuen Sachlichkeit so:

„Wir wollten einen neuen Anfang machen, nach allen Experimenten. Kein neuer Stil, eine neue Haltung. Als Prinzip der neuen Malerei: die Ordnung und das Humane. Ich habe den Ehrgeiz, ein deutscher Maler zu sein, mit allen Hässlichkeiten.“

Die hannoverschen Maler der Neuen Sachlichkeit wahrten eine konstruktive Strenge und eine stilllebenhafte Zurückhaltung im Ausdruck. Ihre Bilder waren streng gegliedert. Nüchtern und gegenwartsbezogen stellten sie die Realität des gesellschaftlichen Umbruchs in der Weimarer Republik nach dem verlorenen Krieg dar: Direkt, genau beobachtend, oft hart, aber nicht aggressiv.
Gleichzeitig haben ihre Bilder häufig auch weiche, träumerische, poetisch stimmungsvolle, manchmal sogar märchenhafte Züge. Sie hatten auch einen Hang zur Schwermut, die auch wohl die Häufigkeit der Winterbilder erklärt. Die hannoversche Gruppe der Neuen Sachlichkeit galt in der Zeit der Weimarer Republik als die geschlossenste dieses Genres.

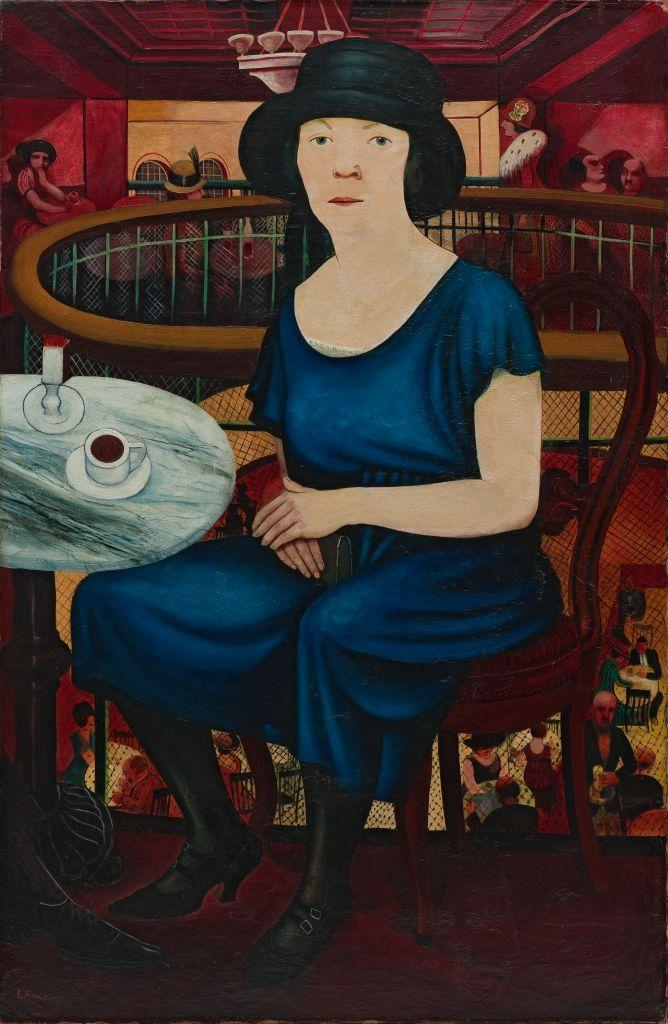
Mädchen im Café (1925)

Ernst Thoms malte, sich an der altdeutschen Tradition orientierend, nüchtern, einfach und sachlich – für jeden verständlich. Seine Leidenschaft war die Landschaft, die er dem Stillleben oder dem Porträt vorzog. In seinen Bildern spiegelte sich auch ein norddeutscher Ernst und eine gewisse Schwere wider.

### Künstlerischer Durchbruch
In den 1920er Jahren lebten und arbeiteten auch Kurt Schwitters und Friedrich Vordemberge-Gildewart in Hannover, die viel Beachtung fanden, während der Realismus der Gruppe „Neue Sachlichkeit“ als unzeitgemäß empfunden wurde.

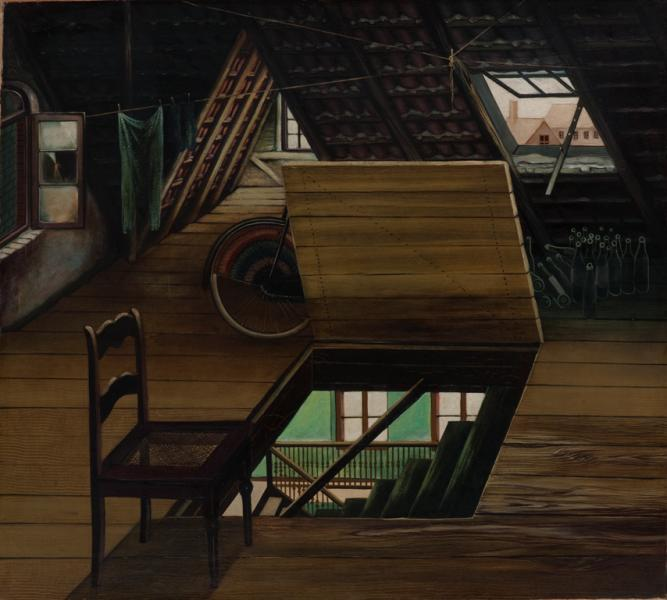
Dachboden (1926)

Thoms war einer der ersten Vertreter der Neuen Sachlichkeit, die ab Mitte der 1920er Jahre im In- und Ausland Anerkennung fanden.
Aus seiner ersten Ausstellung 1926 in der Kestner-Gesellschaft Hannover heraus erwarb das Provinzialmuseum Hannover das Gemälde Dachboden, ein „...typisches Beispiel für den magischen Realismus in Deutschland“. (Georg Jappe). Wieland Schmied bezeichnete Ernst Thoms als „die wichtigste Gestalt in der hannoverschen Gruppe“ der Neuen Sachlichkeit.
1927 nahm er an der Zentenarausstellung „Europäische Kunst der Gegenwart“ in Hamburg teil. Im gleichen Jahr gewann er den Kunstwettbewerb der Literaturzeitschrift Die Literarische Welt, Berlin, mit seinem Gemälde Mädchen im Café. Auf Grund dieses Erfolges widmete die Berliner Galerie Neumann-Nierendorf Ernst Thoms 1928 eine Einzelausstellung, in der 21 Gemälde und 11 Aquarelle aus seinem Werk gezeigt wurden.
Ebenfalls 1928 stellte er auf der Ausstellung „Kunst der Gegenwart“ im Kunstpalast in Düsseldorf aus. Im Ausland wurden seine Bilder Ende der Zwanziger Jahre in Ausstellungen in Amsterdam und Stockholm gezeigt.
1930 erhielt Thoms den Anerkennungspreis des Preußischen Kultusministeriums für das in altmeisterlicher Manier gemalte Bildnis der Mutter. Im gleichen Jahr trat Thoms der Hannoverschen Sezession bei; 1932 dann dem Deutschen Künstlerbund, nachdem er bereits 1929 in Köln, 1930 in Stuttgart und 1931 in Essen dort als Gast ausgestellt hatte.

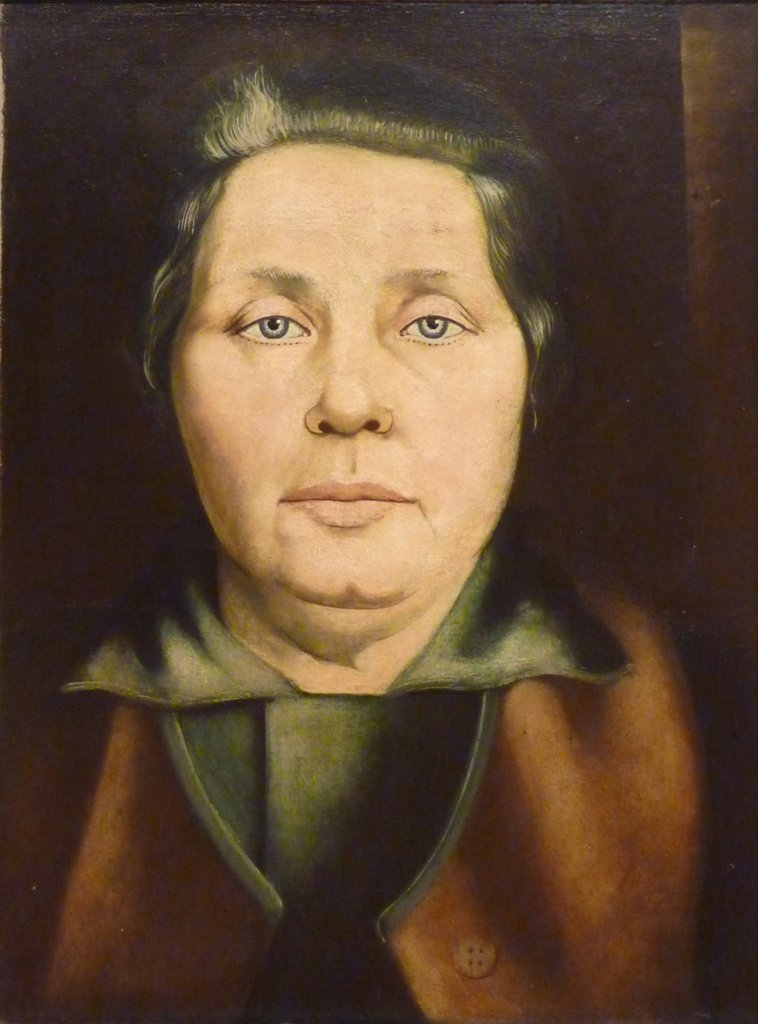
Bildnis der Mutter (1928)

### Abkehr vom Stil der Neuen Sachlichkeit

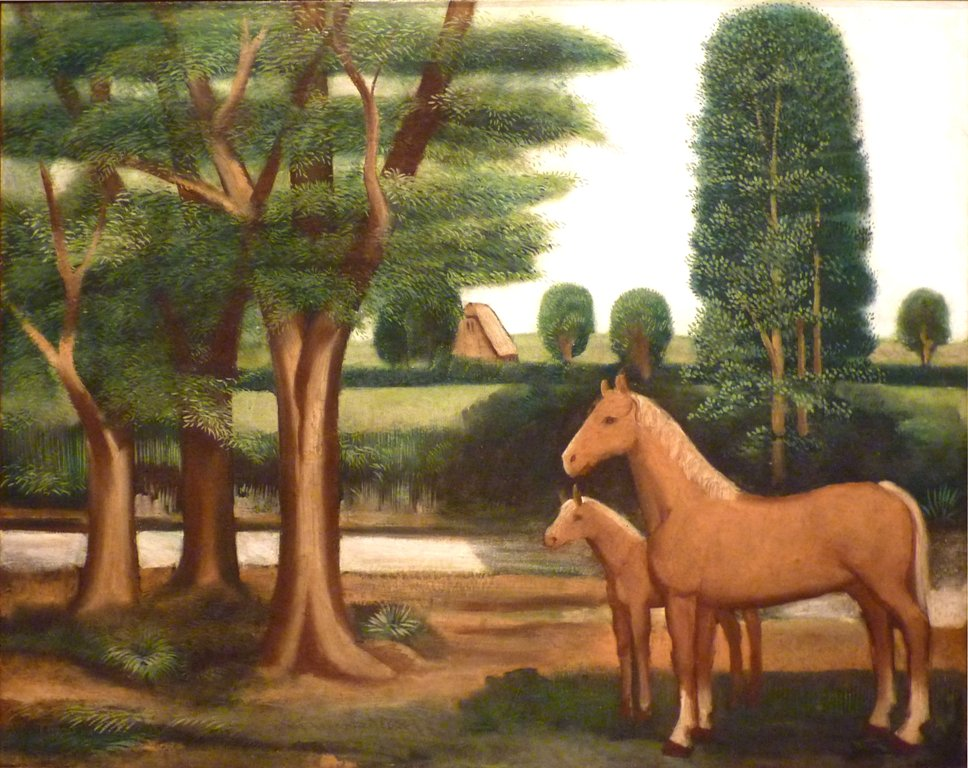
Pferde und Bäume (1928)

Um 1930/1931 wurde im Werk von Ernst Thoms ein deutlicher Stilwandel im künstlerischen Ausdruck sichtbar.
Seine Landschaftsdarstellungen bekamen immer mehr Weite und Atmosphäre, wobei Licht und Schatten effektvoll eingesetzt wurden. Die Formensprache, die schon im Bildnis der Mutter und Pferde und Bäume altmeisterliche Qualität aufwies, wechselte insbesondere bei seinen Landschaftsdarstellungen von einem sezierenden, technisch konstruierten Bildaufbau in eine Projektion organischer Ordnung, die für Ernst Thoms als neu, insgesamt aber als traditionell angesehen werden kann.
Die Auflösung der Härte in Ausdruck und Gestalt war bei allen Malern der Neuen Sachlichkeit in Hannover etwa von diesem Zeitpunkt an festzustellen. Die Veränderung im Werk von Ernst Thoms und seine Abwendung vom Stil der Neuen Sachlichkeit ging einher mit einer Änderung der politischen und gesellschaftlichen Verhältnisse am Ende der Weimarer Republik im Vorfeld der nationalsozialistischen Machtübernahme.

„Schon vor dem Beginn des Dritten Reiches ist es mit der Sachlichkeit zu Ende.“

### Zeit des Nationalsozialismus
Ernst Thoms wollte sich nicht dem künstlerischen Ideal des Nationalsozialismus, dem „neuen Menschentyp“, beugen. Er fühlte sich durch die NS-Kulturpolitik in seiner bildnerischen Freiheit und Individualität bedroht.

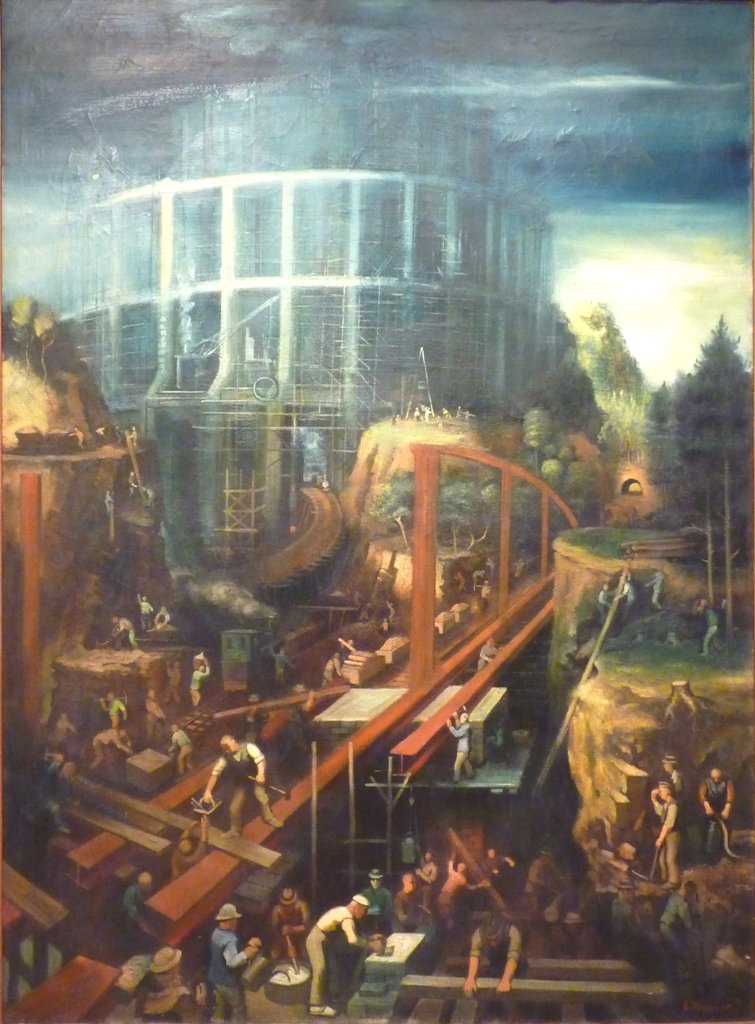
Turmbau (1937)

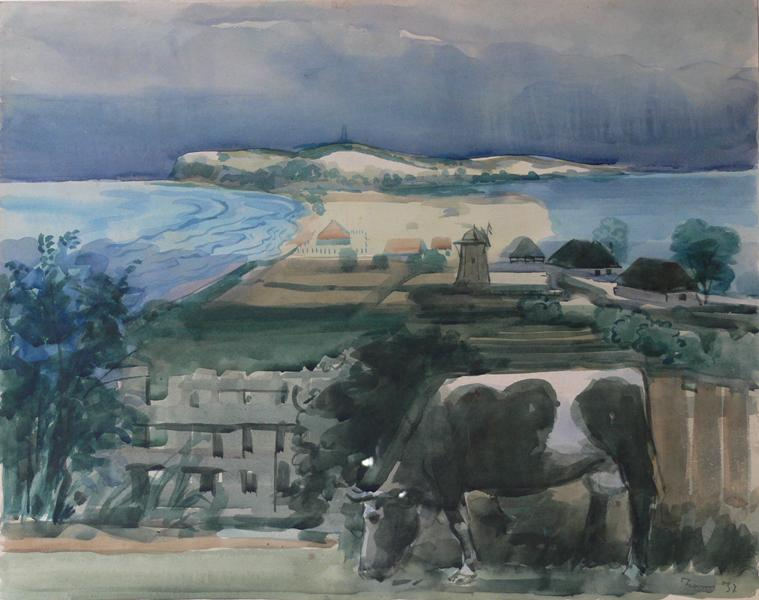
Hiddensee (1937)

Thoms wich immer deutlicher auf das Genre seiner geliebten Landschaftsmalerei aus und malte ab Mitte der 1930er Jahre keine Portraits mehr. So entzog er sich weitgehend der Auseinandersetzung über das Kunstverständnis des neuen Regimes. Die nationalsozialistischen Kulturbehörden tolerierten einige seiner Bilder, ließen ihn auch zu einigen Kunstausstellungen zu. So nahm Thoms 1934 an der Biennale von Venedig teil. Er verband diese Ausstellung mit einer Italienreise, deren Eindrücke einen deutlichen Einfluss auf seine zukünftige künstlerische Orientierung auf Landschaftsansichten ausübten. Im gleichen Jahr heiratete er Grete Giesemann. Thoms wurde als ein „… ausdrucksklarer, volkstümlicher, sauber auskolorierender und alle Details mit größter Gewissenhaftigkeit durchbildender Maler“ beschrieben. Hervorgehoben wurde „… das Charakterisierungsvermögen seiner Portraits.“
Ernst Thoms passte sich jedoch der Doktrin der nationalsozialistischen Kulturbehörden nicht an und verweigerte sich jeder Form von Staatskunst. Die Nationalsozialisten beschlagnahmten 1937 sieben seiner Werke aus dem Besitz der Stadt Hannover und eine Leihgabe in der Kunsthalle Hamburg als „Entartete Kunst“, darunter das erst 1935 entstandene Aquarell Gebirgslandschaft.
Im gleichen Jahr malte Thoms sein anspruchsvolles Gemälde Turmbau. Vom Motiv her dem bekannten Gemälde Turmbau zu Babel von Pieter Bruegel dem Älteren ähnelnd, klagte es thematisch die Hybris und Überheblichkeit menschlichen Handelns an. Es lag auf der Hand, dass dieses Bild in der Zeit des Nationalsozialismus nicht an die Öffentlichkeit gelangen durfte. Thoms äußerte sich kritisch in der Öffentlichkeit und wurde mehrfach denunziert und verhört. Sein Atelier wurde aufgebrochen und durchsucht. Freunde unterstützten ihn durch den Kauf seiner Bilder.
Von 1939 bis 1940 wurde Thoms zum zweiten Mal, diesmal unfreiwillig, zum Kriegsdienst eingezogen. Er diente als Wachmann auf Transportzügen. 1941 wurde seine Tochter Juliane geboren. Sein Atelier in der Calenberger Neustadt und seine Wohnung in Hannover wurden im Oktober 1943 bei einem alliierten Fliegerangriff ausgebombt. Dabei wurden seine sich dort befindenden Werke zerstört. Thoms übersiedelte daraufhin mit seiner Familie in ein altes Fachwerkhaus nach Warmsen in seinem Heimatlandkreis Nienburg/Weser
Thoms war 1943 und 1944 mit drei Bildern auf der Großen Deutschen Kunstausstellung in München vertreten, von denen Albert Speer 1944 das Tempera-Bild „Bäume und Büsche“ für 1000 RM erwarb.

### Nachkriegszeit in Warmsen und Rückkehr nach Hannover

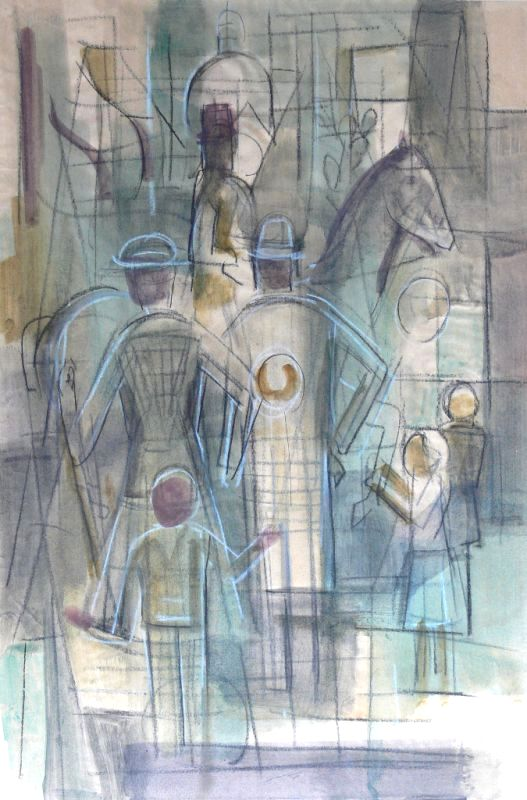
Reiter in der Stadt (1959)

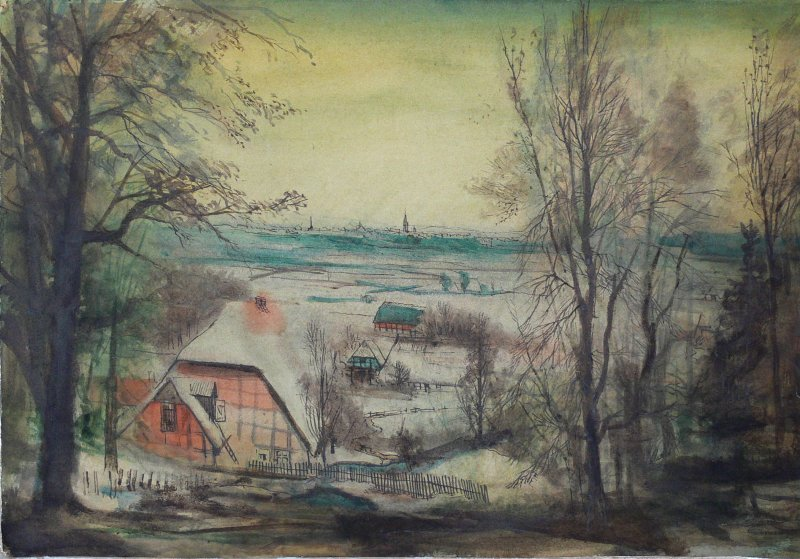
Blick auf Nienburg (1946)

Die sieben Jahre in Warmsen waren von Entbehrung geprägt. Unter dem Eindruck der Not und der Isolation von seiner gewohnten hannoverschen Umgebung, verbunden mit den Eindrücken der landschaftlichen Umgebung seines Wohnortes am „Großen Moor“, änderte sich auch seine Malweise. Die feine Pinselführung seiner Landschaftsdarstellungen wich Bildkompositionen – immer häufiger in Aquarelltechnik –, deren Wirkung durch erdige Farben in Kombination mit Licht und Schatten erzeugt wurde. Einzelheiten lösten sich auf, die Konturen wurden flächiger.
1950 kehrte Thoms mit Hilfe der Stadtverwaltung nach Hannover zurück und wohnte dann in der Plathnerstraße 7 im Stadtteil Zoo. Seither tauchten neben seinen geliebten Landschaften immer häufiger städtische Motive in seinen Bildern auf, wie z. B. Bierschenke, Straßenhändlerinnen, Fischmarkt, Musikanten, Tankstelle, Straße, Bahnhof, Brücke. Aus Anlass seines 60. Geburtstages widmete der dortige Kunstverein Ernst Thoms eine Retrospektive.
Thoms entwickelte seine Bilder in dieser Periode häufig aus den geometrischen Grundformen Linie, Kreis, Dreieck, Rechteck. Die figürliche Komposition seiner Bilder erfolgte häufig über flächig aufgetragene Farben, oft verbunden mit sekundär aufgetragenen, groben, einfachen Kreidestrichen zur figürlichen Umrandung. Auffällig ist, dass Thoms etwa ab Mitte der 1950er Jahre Menschen in seinen Bildern grundsätzlich gesichtslos darstellte. Ab Anfang der 1960er Jahre wandte sich Ernst Thoms der bildnerischen Gestaltung in Mischtechnik zu.

### Späte Jahre
Seit 1968 war er durch eine Augenerkrankung behindert, welche die Ausprägung eines Spätwerkes unterband. Nachdem seine Frau Grete 1977 verstorben war, zog Thoms mit seiner Familie nach Wietzen in den Ortsteil Langeln, wo er 1983 verstarb. Er ist auf dem Friedhof Kräher Weg in Nienburg/Weser beigesetzt.

## Ehrungen
- 1930 wurde Thoms mit dem Anerkennungspreis des Preußischen Kultusministeriums für das Bildnis der Mutter geehrt.
- 1964 wurde Thoms mit dem Großen Verdienstkreuz des Niedersächsischen Verdienstordens ausgezeichnet.
- 1975 wurde er zum Ehrenbürger der Stadt Nienburg ernannt.
- 1977 erhielt er das Verdienstkreuz 1. Klasse des Verdienstordens der Bundesrepublik Deutschland.
- Im hannoveraner Stadtteil Calenberger Neustadt ist ihm der Ernst-Thoms-Weg gewidmet.
- 2014 wurde in Nienburg der Ernst-Thoms-Platz nach ihm benannt.

## Einzel- und Gruppenausstellungen (Auswahl)

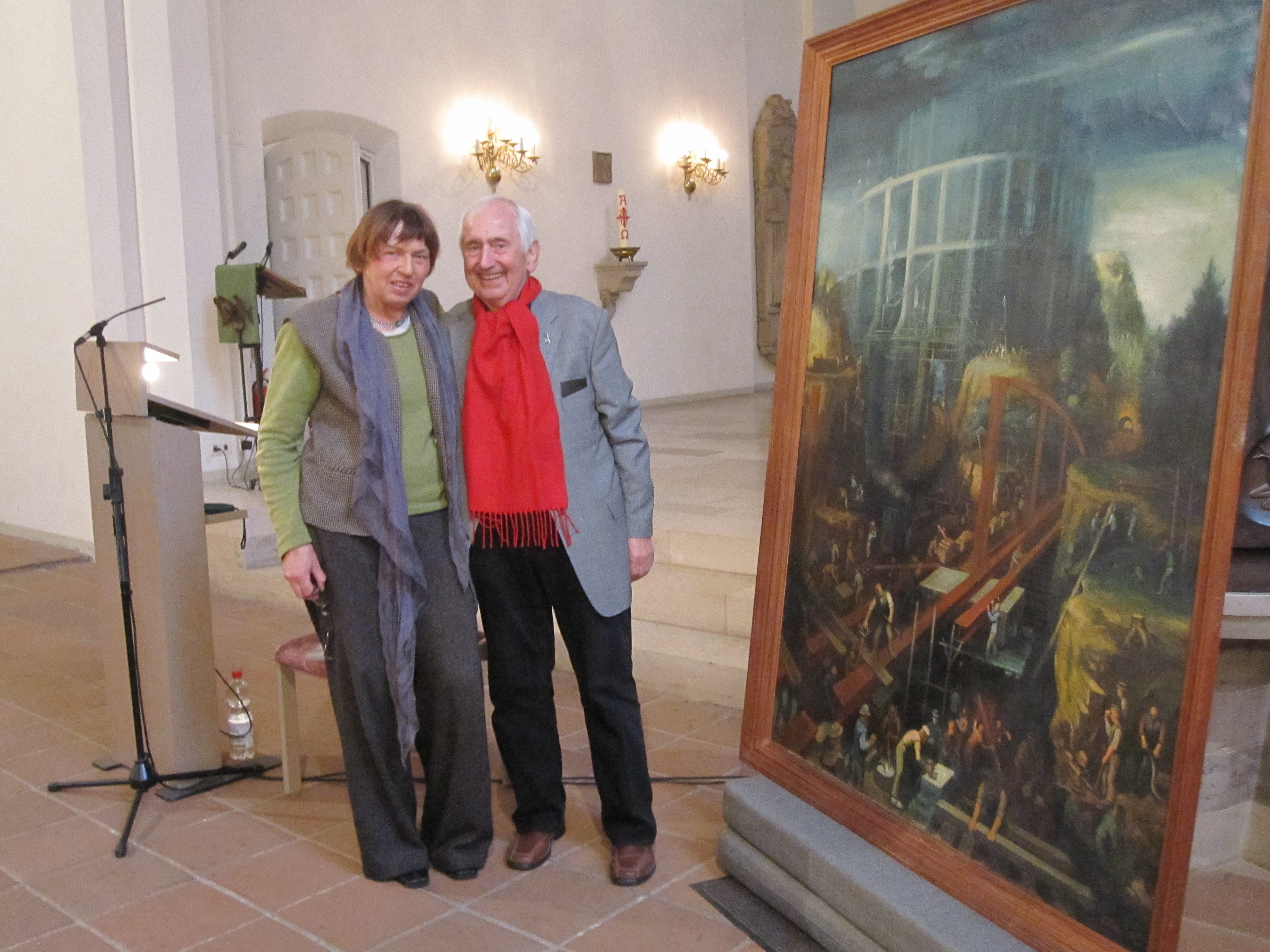
Gemälde Turmbau (1937) in einer Ausstellung 2011 in der Marktkirche von Hannover, hier mit Thoms Tochter Juliane Ische-Thoms und Hans Werner Dannowski

- 1926: Ernst Thoms. Kestner-Gesellschaft, Hannover, 23. Mai – 20. Juli
- 1927: Neue Sachlichkeit. Das Problem der Bildnisgestaltung. Galerie Neumann-Nierendorf, Berlin
- 1927: Europäische Kunst der Gegenwart. Zentenarausstellung des Kunstvereins Hamburg
- 1928: Kunst der Gegenwart. Kunstpalast Düsseldorf
- 1928: Ernst Thoms. Galerie Neumann-Nierendorf, Berlin
- 1928: Die Neue Sachlichkeit in Hannover. Kunstverein im Alten Museum, Nordhausen, Dezember
- 1929: Ernst Thoms. Staatsbauschule Nienburg/Weser, um den 29. Januar
- 1929: Frühjahrsausstellung. Preußische Akademie der Künste zu Berlin
- 1929: De Onafhankelijken. Vereeniging van beeldende Kunstenaars Amsterdam, Stedelijk Museum, Amsterdam, 11. Mai – 10. Juni
- 1929: Herbstausstellung hannoverscher Künstler. Kunstverein Hannover, 13. Oktober – 24. November
- 1930: Hannoversche Sezession. Kestner-Gesellschaft Hannover 16. April Eröffnung
- 1930: Tysk konst under Två Sekler. Liljevalchs konsthall, Stockholm, 4. Oktober – 2. November
- 1931: Deutscher Künstlerbund. Ausstellungshallen, Essen, 23. Mai – 23. August
- 1932: Große Jubiläumsausstellung 1832 – 1932. Kunstverein Hannover, 6. März – April
- 1934: 19. Biennale. Venedig
- 1943: Große Deutsche Kunstausstellung. München
- 1950: Ernst Thoms – 25 Jahre Malerei. Freie Gruppe im Bund Bildender Künstler Nordwestdeutschland, Wilhelm-Busch-Museum, Hannover, 2. September – 1. Oktober
- 1953: Dritte Deutsche Kunstausstellung. Albertinum an der Brühlschen Terrasse, Dresden, 1. März – 30. April
- 1957: Retrospektive anlässlich des 60. Geburtstags von Ernst Thoms. Kunstverein Hannover, 20. Januar – 10. Februar
- 1961: Neue Sachlichkeit. Haus am Waldsee, Berlin, 26. September – 15. Oktober
- 1977: Neue Sachlichkeit und Realismus. Museum des Zwanzigsten Jahrhundert, Wien, 21. April – 24. Juli
- 1979: Neue Sachlichkeit and german realism of the twenties. Hayward Gallery, London, 11. November 1978 – 14. Januar 1979
- 1997: Ernst Thomas, Arbeiten der 20er Jahre auf Papier und Leinwand. Galerie Nikolaus Fischer, Frankfurt am Main, 6. Februar – 2. April 1997